# Lliga alemanya de futbol 2006-07
La Fußball-Bundesliga 2006-07 va ser la 44a edició de la Lliga alemanya de futbol, la competició futbolística més important del país.

## Classificació
- Font: www.resultados-futbol.com/bundesliga2007'